# Bahnhof Auckland Strand
Der Bahnhof Auckland Strand ist ein Fernverkehrsbahnhof in Auckland, Neuseeland.

## Geografische Lage
Der Bahnhof liegt an der North Island Main Trunk Railway im Osten der Innenstadt von Auckland, ca. 1000 m vom Zentralbahnhof Britomart Transport Centre entfernt.

## Geschichte
Der Bahnhof wurde 1930 als Auckland Railway Station (Bahnhof Auckland) eröffnet und war ein Durchgangsbahnhof mit sieben Bahnsteiggleisen. Jetzt hat der Bahnhof zwei Bahnsteiggleise, aber derzeit ist nur eines in Betrieb. Das ehemalige Empfangsgebäude steht seit 1985 auf der Denkmalliste von Neuseeland (New Zealand Heritage List).

## Verkehr
Auckland Strand ist Startpunkt und Endbahnhof des Northern Explorer. Dieser Zug verkehrt zwischen Auckland und Wellington. Er fährt montags, donnerstags und samstags von Auckland nach Wellington und mittwochs, freitags und sonntags in umgekehrter Richtung. Der nächste Haltepunkt ist in  Papakura.